# المقولة عند كانت
المقولة عند الفيلسوف الألماني إيمانويل كانت (بالألمانية: Immanuel Kant) هي توضيح لنظرية أرسطو في المعرفة. وجد كانت أن هناك عاملين في المعرفة الأصيلة هما المواد الخام والتجارب الحسية. أي أما الفهم أو ملكة تكوين الأحكام. ووضح هذا في كتابه نقد العقل المجرد (بالإنجليزية: Critique of Pure Reason)‏.

## المعنى اللغوي
كلمة «مقولة» (بالإنجليزية: Category)‏ مشتقة من مصدر «القول» وهي ترجمة للكلمة اليونانية «كاتيجوريا». ومعناها «العلاقة».
وقد دخلت هذه الكلمة تقريبا على جميع اللغات.
وكان الفيلسوف اليوناني أرسطو يدرس أهم مظاهر المعرفة في عصره فوجدها تقوم على عشرة أسس، وقد جمعها أرسطو وشرحها وسماها «المقولات».
قال أرسطو إن المقولات أو المحمولات العشر هي:
| الجوهر   | substance  |
| الكم     | quantity   |
| الإضافة  | relation   |
| المكان   | place      |
| الزمان   | time       |
| الوضع    | situation  |
| الملكية  | possession |
| الفعل    | activity   |
| الانفعال | passivity  |